# William Conway (cardinal)
William John Conway (né le 22 janvier 1913 à Belfast, en Irlande du Nord, et mort le 17 avril 1977 à Armagh) est un cardinal irlandais de l'Église catholique du XXe siècle, nommé par le pape Paul VI.

## Biographie
William Conway étudie à Belfast et à Rome. Après son ordination, il est professeur et recteur du St. Patrick's College de Maynooth. 
Conway est nommé évêque titulaire de Neve (de) et évêque auxiliaire d'Armagh en 1958 et promu archevêque d'Armagh  et primat en 1963. Il assiste au IIe concile du Vatican en 1962-1965.
Le pape Paul VI le crée cardinal  lors du consistoire du 22 février 1965.